# Argana (kommun)
Argana (franska: Argana (CR), Argana (Commune Rurale), arabiska: أهل الرمل) är en kommun i Marocko.   Den ligger i provinsen Taroudannt och regionen Souss-Massa, i den centrala delen av landet, 400 km sydväst om huvudstaden Rabat. Antalet invånare är 5 309.